# Concessione austroungarica di Tientsin

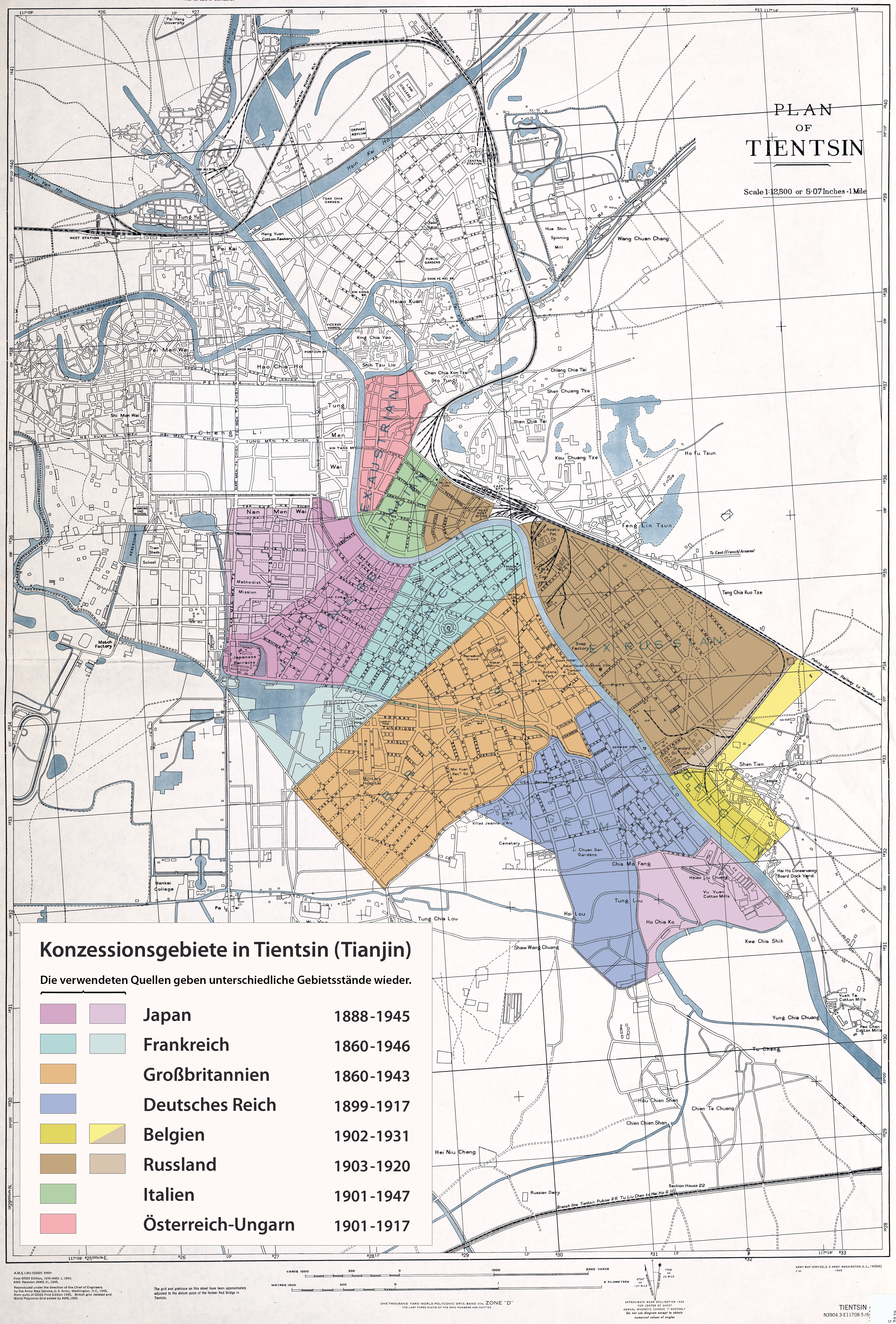

La Concessione austroungarica di Tientsin (天津奥租界S; in tedesco österreichisch-ungarische Konzession; in ungherese osztrák–magyar Tiencsini koncesszió) era un territorio nella città cinese di Tientsin occupato colonialmente dall'Austria-Ungheria tra il 1902 e il 1920. Era stata ottenuta dall'Impero asburgico dopo la firma del Protocollo dei Boxer alla conclusione del conflitto tra la Cina e l'Alleanza delle otto nazioni che avevano inviato un corpo di spedizione internazionale per sedare la Ribellione dei Boxer del 1901. Sebbene il corpo d'occupazione austroungarico fosse presente dall'anno precedente, la concessione ebbe formalmente inizio il 27 dicembre 1902.
Quella austroungarica, con un'estensione di 60 ettari, fu una delle minori concessioni fatte dal Celeste impero alle potenze vincitrici. Ciò in misura della limitata partecipazione austroungarica al corpo di spedizione internazionale: quattro incrociatori e 296 soldati.
Il territorio assegnato all'Austria-Ungheria occupava l'area racchiusa tra il fiume Hǎi Hé, il Gran Canale e il tracciato della ferrovia Tientsin-Pechino. A sud confinava con la Concessione italiana. La zona corrisponde all'odierno distretto meridionale di Hebei.
Contrariamente a quanto fatto dalle altre potenze europee, l'Austria-Ungheria concesse la cittadinanza a tutta la popolazione locale. L'amministrazione venne affidata a un consiglio costituito da nobili locali, dal console imperiale e dal comandante della guarnigione militare che comprendeva 40 marinai della k.u.k. Kriegsmarine e 70 poliziotti cinesi detti Shimbo. I due rappresentanti austroungarici avevano il diritto di maggioranza nelle sedute del consiglio. Il diritto giuridico applicato in tribunale era quello austroungarico.
Nella concessione vennero edificati teatro, terme, scuola, monte dei pegni, caserma, prigione, ospedale e cimitero. La relativamente breve, 15 anni circa, presenza lasciò tracce di stile asburgico ancora oggi riscontrabili in quella zona della città.
Con la prima guerra mondiale, la Cina entrò in guerra al fianco della Triplice intesa contro gli Imperi centrali e occupò immediatamente le concessioni austroungarica e tedesca dichiarandole revocate il 14 agosto 1917.
Alla fine del conflitto mondiale, con la dissoluzione dell'Austria-Ungheria, furono necessari due trattati separati per ratificare l'avvenuta revoca. L'Austria rinunciò ai diritti sulla concessione il 10 settembre 1919 con il Trattato di Saint-Germain-en-Laye, l'Ungheria vi rinunciò il 4 giugno 1920 con il Trattato del Trianon. La concessione austroungarica fu quella ad avere vita più breve tra le otto concessioni di Tientsin date dalla Cina a potenze straniere.
Nel giugno 1927 la concessione fu inglobata in quella italiana, dopo una serie di scontri tra opposte fazioni cinesi.

## Consoli
- Carl Bernauer (1901–1908)
- Erwin Ritter von Zach (1908)
- Miloslav Kobr (1908–1912)
- Hugo Schumpeter (1913–1917)